# Coracinotus politus
Coracinotus politus is een rechtvleugelig insect uit de familie van de sabelsprinkhanen (Tettigoniidae). De wetenschappelijke naam van deze soort is voor het eerst voorgesteld als Ephippigera politus door Ignacio Bolivar in een publicatie uit 1901.
De soort komt voor in Zuidoost-Spanje.